# Prosopis velutina
Prosopis velutina är en ärtväxtart som beskrevs av Elmer Ottis Wooton. Prosopis velutina ingår i släktet Prosopis och familjen ärtväxter. Inga underarter finns listade i Catalogue of Life.

## Bildgalleri

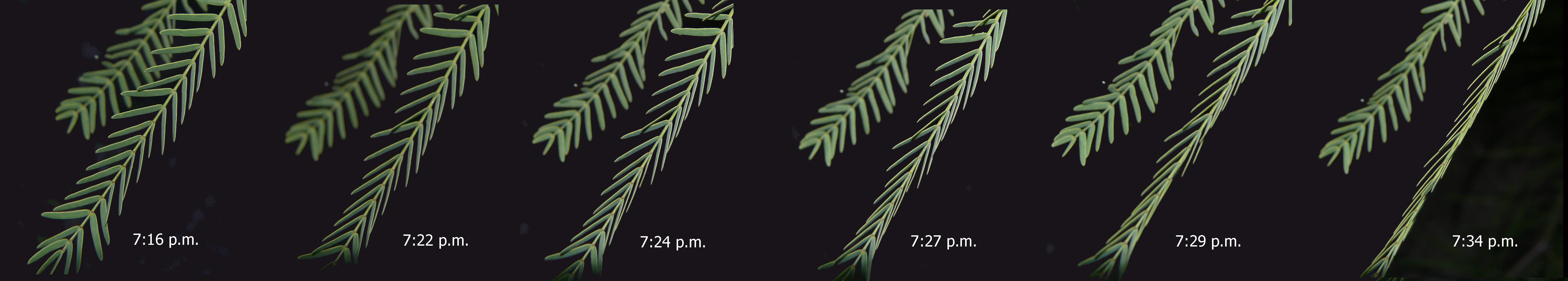
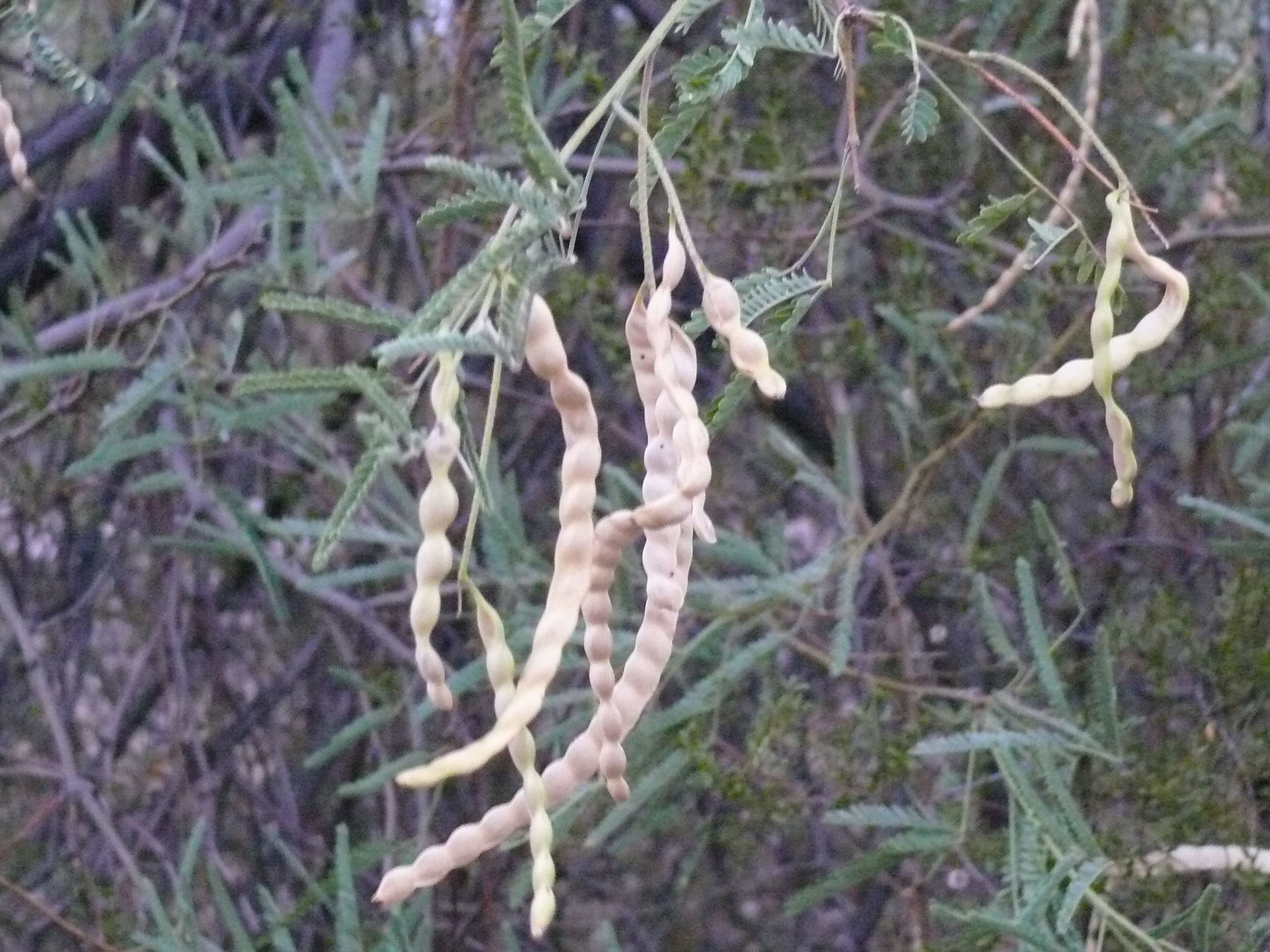
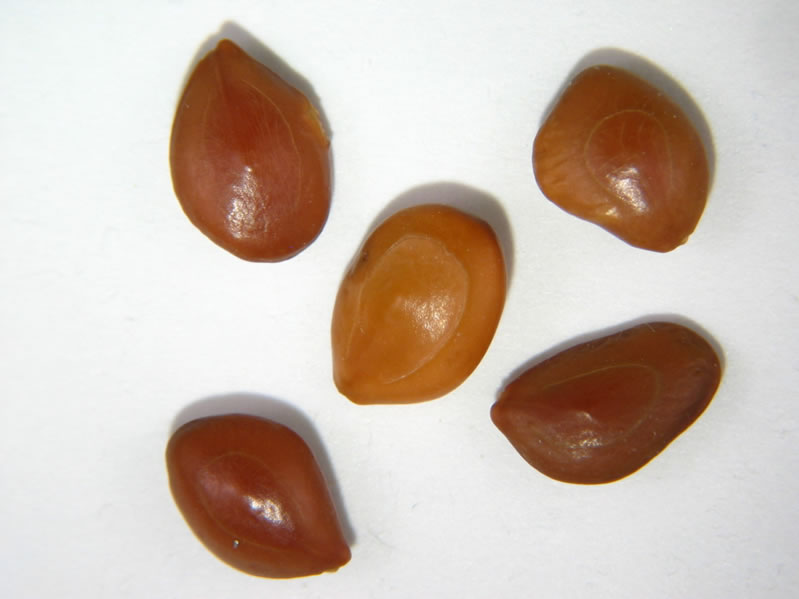
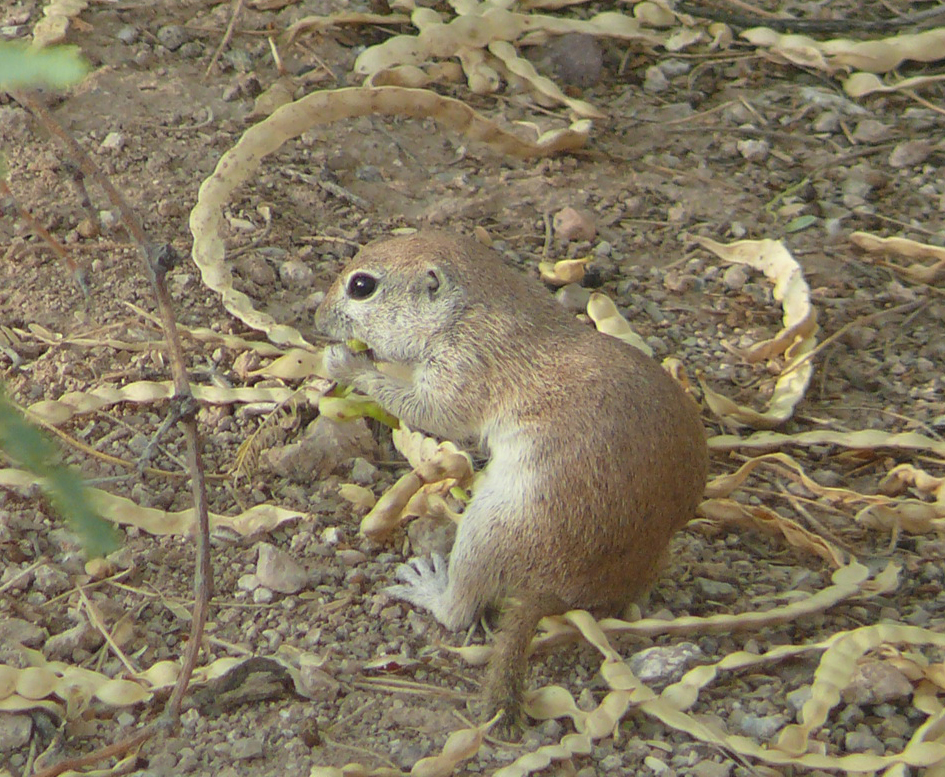
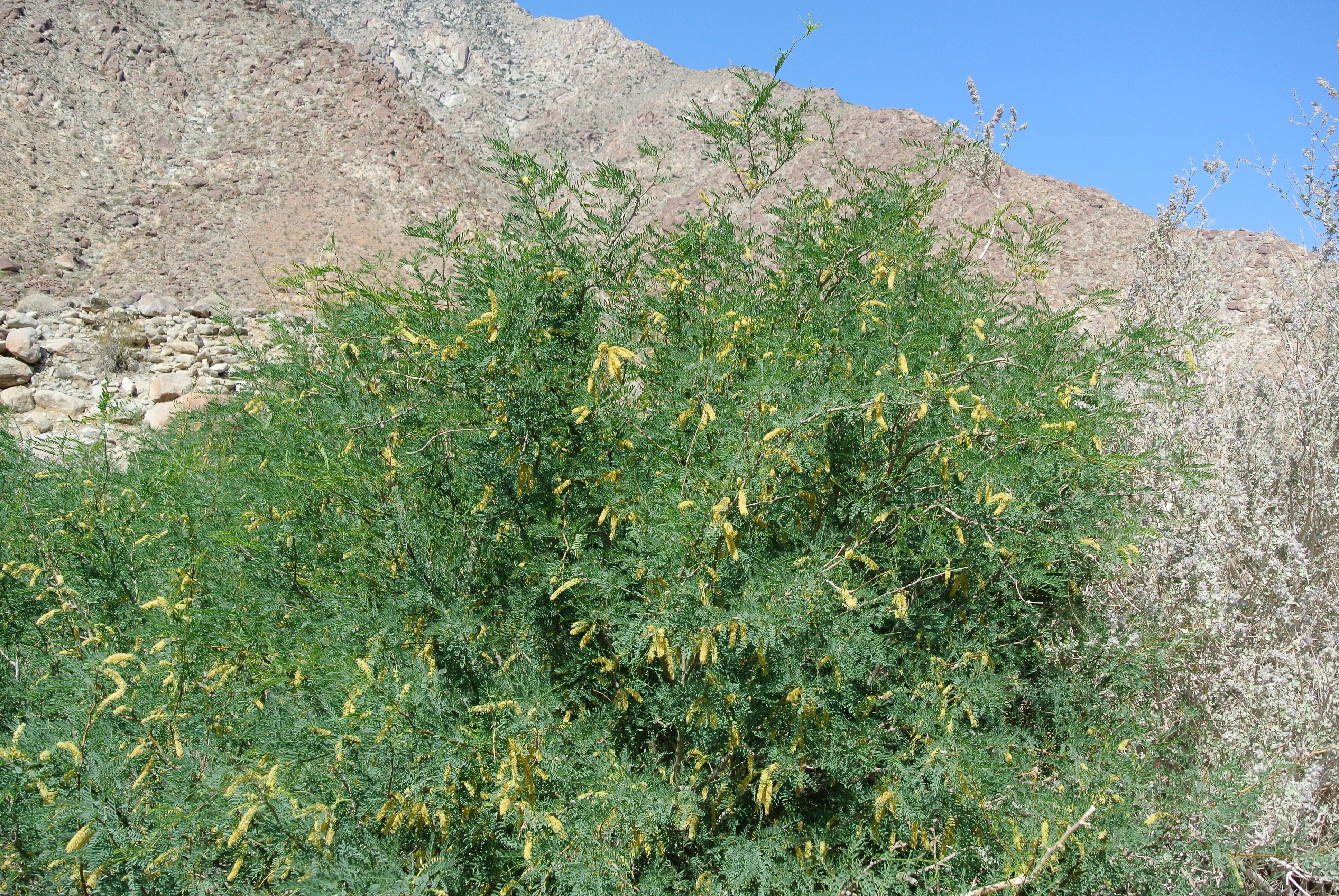
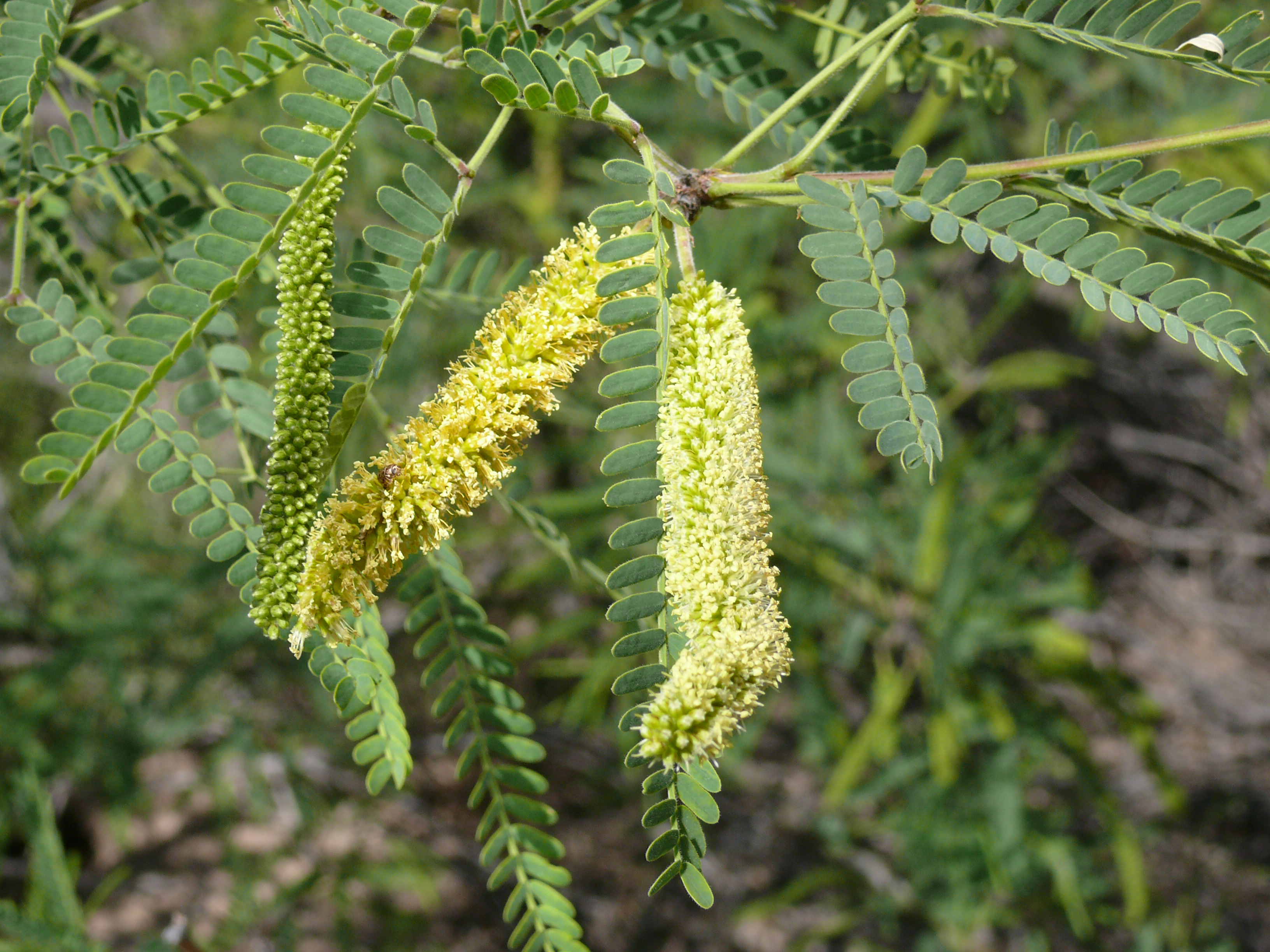